# Augusto Faccani
Augusto Faccani (Roma, 31 maggio 1891 – Roma, 17 giugno 1944) è stato un calciatore italiano, di ruolo centrocampista.

## Biografia
Morì a Roma nel 1944 all'età di 53 anni in seguito a un incidente stradale.
La cantautrice e attrice marchigiana Roberta Faccani è sua pronipote.

## Carriera
A partire dal 1908 militò nella Lazio, vestendo la maglia biancoceleste fino al 1923, sebbene la sua carriera calcistica fu più volte interrotta dall'aver partecipato alla guerra italo-turca e alla prima guerra mondiale.
Nella stagione 1923-1924 passò all'Alba Roma, dove disputò due campionati di massima serie per un totale di 21 presenze.
Oltre al calcio praticò anche le discipline del nuoto e del lancio del giavellotto.

## Palmarès

### Club

#### Competizioni nazionali
- Terza Categoria: 3

Lazio: 1909-1910, 1910-1911, 1911-1912